# Paul Gauran
Paul Gauran est un homme politique français né le 2 avril 1758 à Lectoure (Gers) et mort le 6 février 1841 dans le Gers.

## Biographie
Procureur de district au début de la Révolution, il est ensuite juge de paix. Le 24 germinal an V, il est élu député du Gers au Conseil des Cinq-Cents. Il est nommé juge à la Cour d'Appel d'Agen sous le Premier Empire.

## Sources
- « Paul Gauran », dans Adolphe Robert et Gaston Cougny, Dictionnaire des parlementaires français, Edgar Bourloton, 1889-1891 [détail de l’édition]